# Relieve de los misterios de Eleusis
El Relieve de los misterios de Eleusis (en griego: Μεγάλο Ανάγλυφο Ελευσινίων Μυστηρίων) es un gran relieve de mármol conservado en el Museo Arqueológico Nacional de Atenas en Grecia. Representa una escena de los Misterios eleusinos con las deidades principales, Deméter, Perséfone y el héroe Triptólemo. El gran relieve fue desenterrado en 1859 en la ciudad de Eleusis, que fue un importante centro de culto a Deméter y Perséfone, .

## Historia
El relieve se ha datado a mediados del siglo V a. C., en torno a 430-420 a. C., y fue realizado para uso religioso, más que votivo, como demuestran las numerosas copias romanas creadas durante el periodo romano. Fue descubierto en Eleusis en 1859 en el santuario de Deméter, cerca de una iglesia dedicada a San Zacarías.

## Descripción
Es de mármol pentélico y mide 2,20 m de alto, 1,52 m de ancho y 15 cm de grosor. Representa a las tres figuras más importantes de los Misterios eleusinos; la diosa de la agricultura y la abundancia Deméter, su hija Perséfone reina del Inframundo y el héroe eleusino Triptólemo, hijo de la reina Metanira, en lo que parece ser un ritual. Triptólemo está de pie en el centro, las dos diosas le rodean a izquierda y derecha. La diosa de la izquierda está vestida con un quitón sin mangas y una himatión (un tipo de manto), sostiene un cetro en la mano izquierda, mientras que con la derecha entrega a Triptólemo algún objeto no identificado hecho de cobre, probablemente espigas de maíz. El niño Triptólemo extiende la mano derecha para recibir el regalo de la diosa, mientras sujeta su manto con la izquierda. La diosa de la derecha apoya el peso de su pierna derecha, y viste un quitón largo hasta los pies y un rico himatión plisado. En su mano izquierda sostiene una gran antorcha que llega hasta el suelo, mientras que con la derecha toca la cabeza de Triptólemo, tal vez sosteniendo originalmente algún tipo de corona, o bendiciendo al niño. Por lo general, se considera que la diosa de la izquierda es Deméter y la de la derecha Perséfone, pero también se ha argumentado lo contrario. En concreto, se ha señalado que la figura de la derecha está vestida más ligeramente, como una doncella, mientras que la de la derecha luce las ricas vestiduras propias de una mujer mayor.

## Copias
Del relieve original se hicieron varias copias en época romana, muchas de las cuales se conservan; en el Museo Metropolitano de Arte de Nueva York se conserva una copia, incrustada a partir de diez fragmentos romanos del siglo I a. C. y del siglo I d. C. Otra copia moderna se expone en el Museo Arqueológico de Eleusis de Eleusis, ciudad cercana a Atenas, donde se excavó el original.

Great Eleusinian Relief
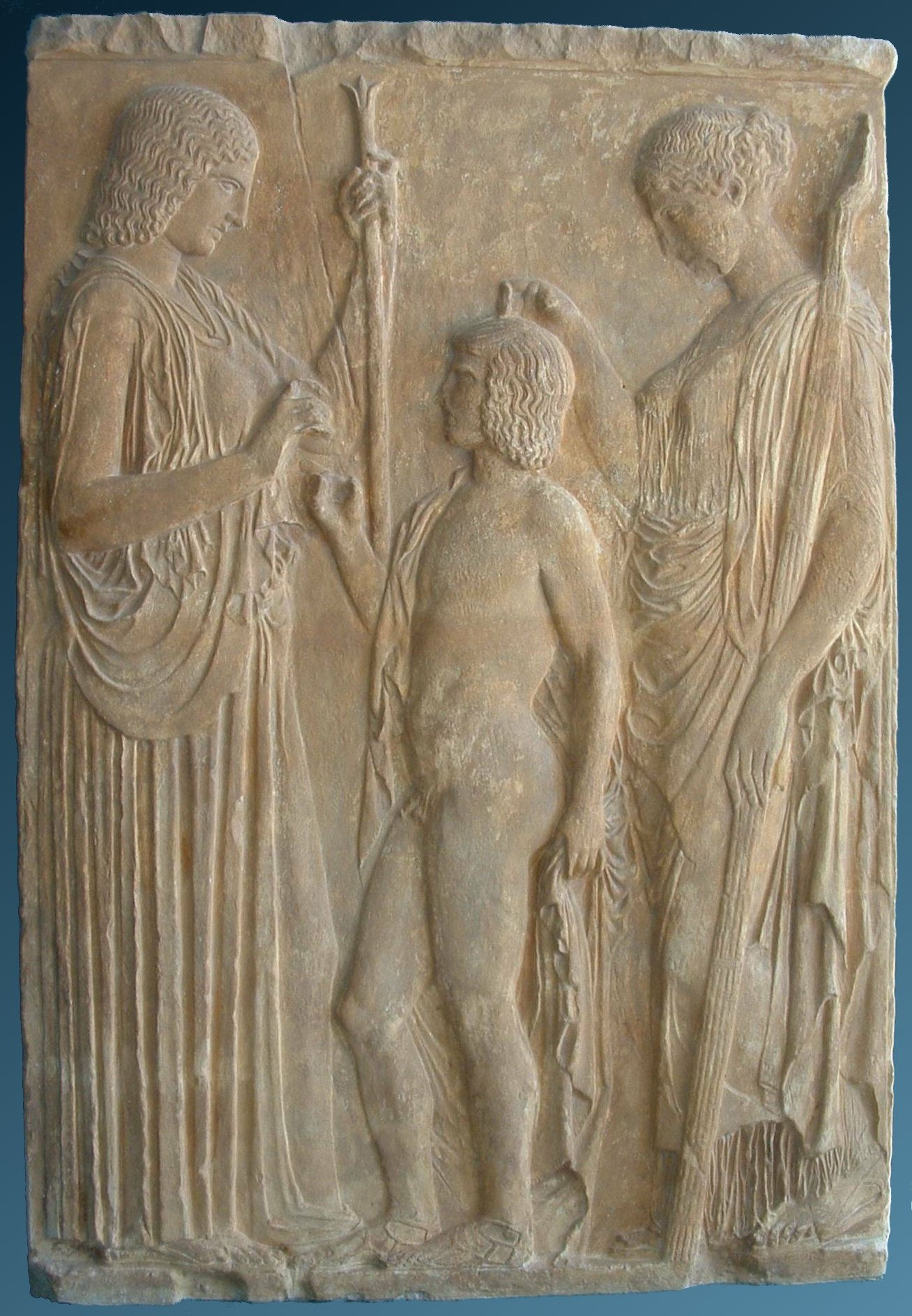
Copia romana en el MET.
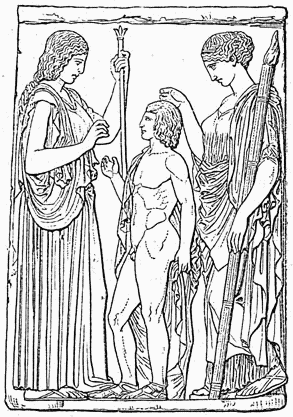
Grabado del relieve.
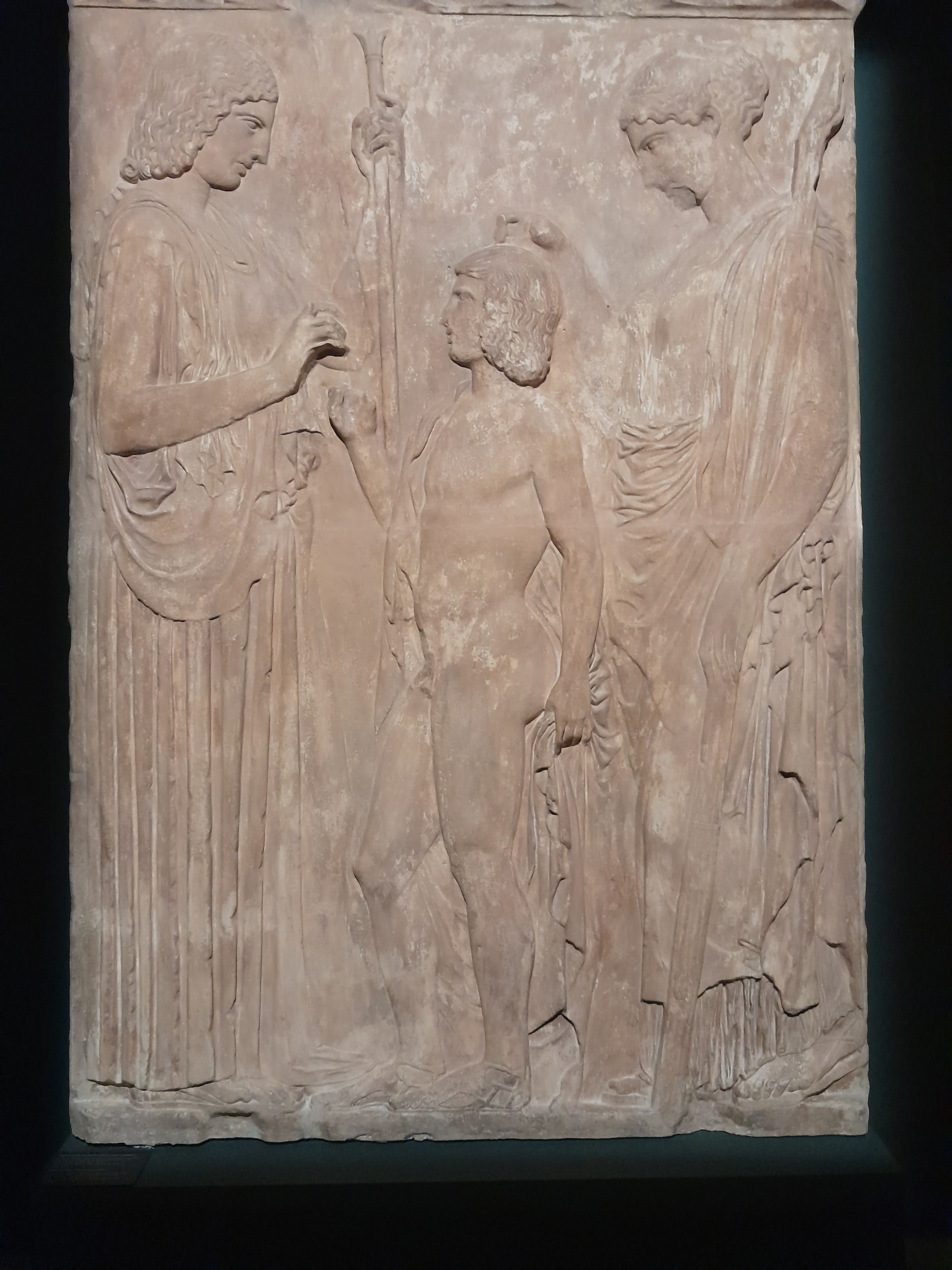
Réplica en Eleusis.